# Dębinki (powiat wyszkowski)
Dębinki – wieś w Polsce położona w województwie mazowieckim, w powiecie wyszkowskim, w gminie Zabrodzie. Ma status sołectwa.
Prywatna wieś szlachecka położona była w drugiej połowie XVI wieku w powiecie kamienieckim ziemi nurskiej województwa mazowieckiego. W latach 1975–1998 miejscowość należała administracyjnie do województwa ostrołęckiego.
We wsi założenie dworskie złożone z dworu i dwóch oficyn ustawionych pod kątem prostym do dworu, po bokach dziedzińca i parku. 
Murowany, klasycystyczny dwór został zbudowany w 1. poł. XIX w. (przed 1841). W 2. poł. XIX w. przebudował go Władysław Mierzanowski. Parterowy budynek z piętrową częścią środkową wysuniętą ryzalitowo przed fasadę. Przed ryzalitem znajduje się portyk o czterech kolumnach toskańskich w wielkim porządku z trójkątnym szczytem. Wewnątrz dekoracja sztukatorska. Czterospadowy dach pokryty jest blachą. 
Oficyny dworskie wzniesiono ok. 2. poł. XVIII w. Murowane, parterowe budowle na planie prostokąta. Ściany urozmaicone są lizenami i płycinami. Dachy czterospadowe z dymnikami, kryte blachą. 
Park założono w XVIII w. przekomponowany na przełomie XIX i XX w. przez Waleriana Kronenberga.
Wierni Kościoła rzymskokatolickiego należą do parafii św. Stanisława w Postoliskach.